# Болотное
Боло́тное — город (с 12 ноября 1943 года) в России, административный центр Болотнинского района Новосибирской области. Образует городское поселение город Болотное.
Население — 15 644 чел. (2021). Город расположен на юго-востоке Западно-Сибирской равнины, на границе с Кемеровской областью, в 126 км к северо-востоку от Новосибирска (по железной дороге — 123 км).
В городе расположены железнодорожная станция Болотная, предприятия железнодорожного транспорта, хлебокомбинат, швейная фабрика, производство стройматериалов, гофротарный завод.

## Этимология
По оценке И. А. Воробьёвой, город получил своё название от гидронима речки Болотной; по другой версии, по фамилии основателей — ямщиков Болотниковых.

## История
Болотное возникло в 1805 году как ямщицкая станция на Московско-Сибирском тракте. Росту села Болотное в начале XIX века способствовало то обстоятельство, что именно на этой станции от Московско-Сибирского тракта отходил Барнаульский тракт, соединявший Томск и Барнаул.

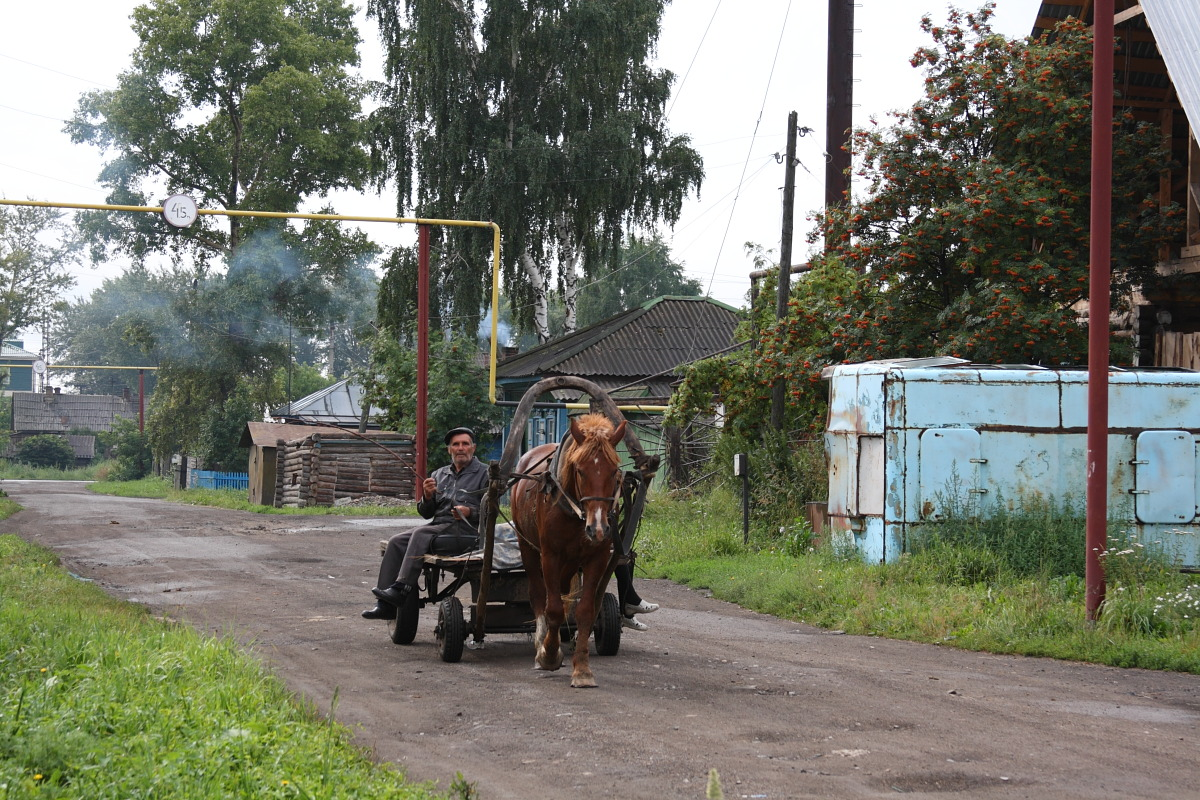
Переулок в Болотном в 2009-м году.

В 1849 году в Болотном насчитывалось 100 домов, проживало около 400 жителей, имелись церковь, почтовая станция, этап, лавки. В 1863 году при болотнинской церкви была открыта церковно-приходская школа, функционировавшая до 1917 года. Село Болотное — административный центр сначала Гондатьевской (1909—1923), затем Болотнинской волости (1923—1925) Томского уезда.
В 1921 году, при выделении Новониколаевской губернии из состава Томской губернии (на основе Каинского и Новониколаевского уездов), село-станция Болотное и Болотнинская волость остались в составе Томского уезда Томской губернии.
В 1925 году в Западной Сибири расформировываются прежние губернии и области, создаётся единый Сибирский край с административным центром в Новосибирске. Болотное становится центром Болотнинского района Томского округа Сибирского края.
В марте 1926 года в селе была организована анархо-синдикалистская коммуна «Металлолес».
При административной реформе Сибири 1930 года Болотнинский район входит в состав Томского округа Западно-Сибирского края (1930—1937). 10 мая 1931 года село Болотное получило статус рабочего посёлка. С 28 сентября 1937 года район в составе вновь образованной Новосибирской области.
В начале Великой Отечественной войны в Болотное, как и во многие другие города Новосибирской области, депортированы Российские немцы в основном из восточной Украины и Поволжья.
12 ноября 1943 года посёлок получил статус города.

## Климат
Климат умеренный континентальный.
Зимы морозные и длительные. Средняя температура января составляет −16,6 градусов.

Лето умеренно теплое и короткое. Средняя температура июля составляет +19 градусов.
| Показатель              | Янв.  | Фев.  | Март | Апр. | Май  | Июнь | Июль | Авг. | Сен. | Окт. | Нояб. | Дек.  | Год |
| ----------------------- | ----- | ----- | ---- | ---- | ---- | ---- | ---- | ---- | ---- | ---- | ----- | ----- | --- |
| Средняя температура, °C | −16,6 | −14,3 | −6,8 | 1,7  | 11,0 | 16,2 | 18,9 | 15,9 | 9,2  | 2,2  | −7,9  | −14,5 | 1,3 |
| Норма осадков, мм       | 27    | 20    | 23   | 33   | 35   | 65   | 72   | 51   | 47   | 51   | 46    | 41    | 511 |
| Источник: .             |       |       |      |      |      |      |      |      |      |      |       |       |     |

## Население
| 1931    | 1959    | 1967    | 1970    | 1979    | 1989    | 1992    | 1996    | 1998    |
| ------- | ------- | ------- | ------- | ------- | ------- | ------- | ------- | ------- |
| 7800    | ↗26 762 | ↘22 000 | ↘21 890 | ↘20 838 | ↘20 006 | ↗20 200 | ↗20 700 | ↘20 400 |
| 2000    | 2001    | 2002    | 2003    | 2005    | 2006    | 2007    | 2008    | 2009    |
| ↘19 600 | ↘19 100 | ↘18 170 | ↗18 200 | ↘17 600 | ↘17 500 | ↘17 329 | ↘17 200 | ↘17 046 |
| 2010    | 2011    | 2012    | 2013    | 2014    | 2015    | 2016    | 2017    | 2018    |
| ↘16 570 | ↗16 600 | ↘16 348 | ↘16 202 | ↘16 105 | ↘15 931 | ↘15 739 | ↘15 629 | ↗15 668 |
| 2019    | 2020    | 2021    |         |         |         |         |         |         |
| ↗15 721 | ↘15 478 | ↗15 644 |         |         |         |         |         |         |

На 1 января 2025 года по численности населения город находился на 762-м месте из 1124 городов Российской Федерации.

## Местное самоуправление
Болотнинское городское поселение
Глава муниципального образования
- Кравец Сергей Николаевич

## Инфраструктура
- Детско-юношеская спортивная школа «Темп». Открыта 20 сентября 1976 года. С 1 сентября 1988 года в новом здании. В 1996—2012 годах называлась как специализированная детско-юношеская школа олимпийского резерва «Темп»[30]
- Болотнинский районный историко-краеведческий музей — культурное учреждение было основано в начале 1981 года в двух залах районного Дома культуры. В 2008 году музей был перенесён в отдельное здание.

## Транспорт
Железнодорожная станция соединяет город с Юргой, Мошково, Новосибирском, Тайгой, Кемерово.
С автовокзала города автобусы ходят в Вороново, Юргу, Новосибирск, Мошково.

## Русская православная церковь
- Храм Преподобного Серафима Саровского — деревянная православная церковь была основана в 1912 году в селе Турнаево(19 км от Болотного).[31]

## Люди, связанные с городом
- Овчинников Иван Александрович (1921—1945) — полный кавалер Ордена Славы, участник Великой Отечественной войны, наводчик 82-мм миномёта 172-го гвардейского стрелкового полка.
- Пупков, Михаил Алексеевич (1922—2007) — Герой Советского Союза
- Курленя, Михаил Владимирович (род. 3 октября 1931) — советский и российский учёный. Член-корреспондент АН СССР (с 1987) и академик Российской академии наук (с 1991).

## Фотографии

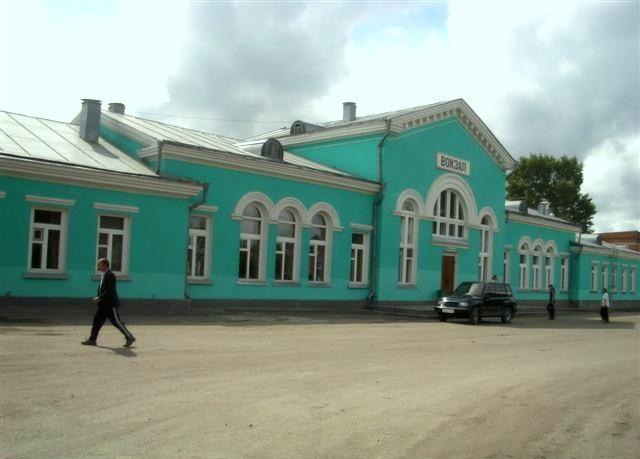
г. Болотное Железнодорожный вокзал.
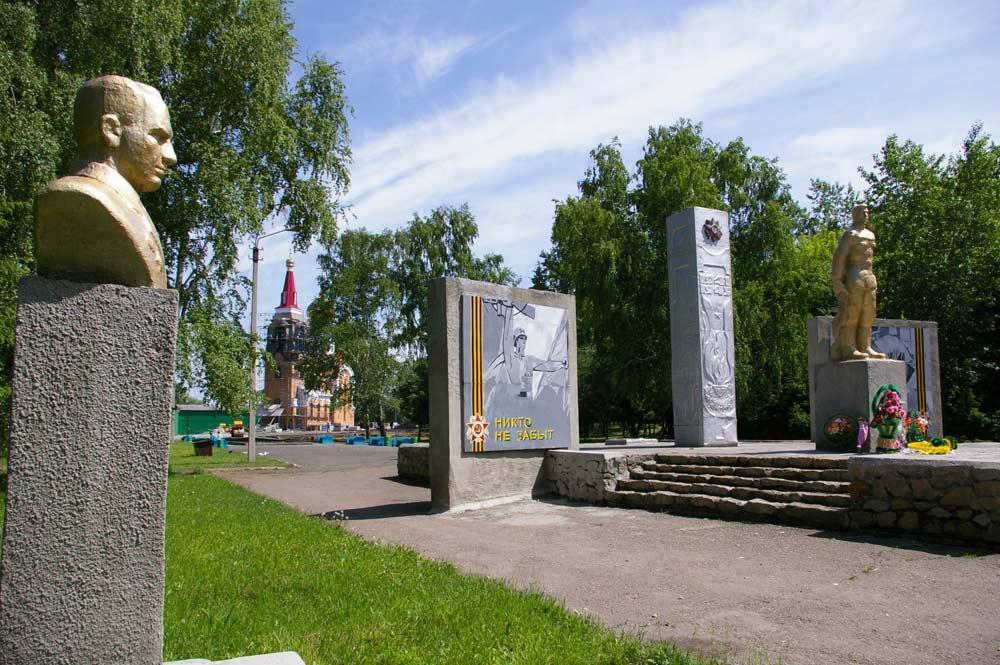
г. Болотное Городской парк.